# Michelle Montague
Michelle Yvonne Montague (ur. 25 listopada 1993) – nowozelandzka zapaśniczka walcząca w stylu wolnym. Zajęła 32. miejsce na mistrzostwach świata w 2019. Siódma na igrzyskach wspólnoty narodów w 2022. Złota medalistka mistrzostw Oceanii w 2017 i 2019 roku.